# لويجي سارتور
لويجي سارتور (من مواليد 30 يناير 1975) لاعب كرة قدم إيطالي محترف سابق. عادة ما كان يلعب في مركز الظهير أو الجناح الخلفي، كما لعب في مركز المدافع . 
خلال مسيرة احترافية دامت 17 عامًا، مثل سارتور عشرة أندية في بلاده، كما قضى فترة قصيرة في المجر. لعب إجمالي 160 مباراة وسجل هدف واحد في الدوري الإيطالي على مدار 12 موسمًا.

## مسيرته الكروية

### السنوات المبكرة
ولد في تريفيزو، بدأت مسيرة سارتور في الدوري الإيطالي بداية مشؤومة، حيث سجل هدفًا في مرماه في مرمى الحارس أنجيلو بيروزي في أول مباراة له ليوفنتوس، أمام فيورنتينا في 6 ديسمبر 1992.  
بعد اللعب بانتظام في فيتشنزا، حيث لعب بشكل أساسي كمدافع، إلى جانب يواكيم بيوركلوند، احتل المركز الثاني في الدوري في 1997-1998 مع إنتر ميلان، الذي وقع معه عقدًا لمدة أربع سنوات ،  وفاز ببطولة كأس الاتحاد الأوروبي . في أبريل 1997، وافق على التوقيع لبارما إيه سي،  لكنه انضم في النهاية إلى إنتر ميلان في صيف 1998، مضيفًا فوزًا آخر في كأس الاتحاد الأوروبي في 1998-1999 .

### روما
انضم سارتور إلى روما في 2002 بعقد مدته أربع سنوات.    لكنه فشل في أن يلعب بانتظام، حيث شارك فقط في 12 مباراة في 2002–03.

## الألقاب

### النادي
يوفنتوس 
- كأس الاتحاد الأوروبي : 1992-1993

- كأس إيطاليا : 1996-97 [10]

- كأس الاتحاد الأوروبي : 1997-1998

- كأس إيطاليا : 1998-99 ، 2001–02
- كأس السوبر الإيطالي : 1999
- كأس الاتحاد الأوروبي : 1998-99

### دولي
إيطاليا تحت 21 سنة
- بطولة أوروبا تحت 21 سنة : 1996 [11]

## روابط خارجية
- لويجي سارتور على موقع الاتحاد الدولي (مؤرشف)  (الإنجليزية)
- لويجي سارتور على موقع قاعدة بيانات كرة القدم.إي يو (الإنجليزية)
- لويجي سارتور على موقع ناشيونال فوتبول تيمز (الإنجليزية)
- لويجي سارتور على موقع Soccerway.com (الإنجليزية)
- لويجي سارتور على موقع عالم كرة القدم.نت (الإنجليزية)
- لويجي سارتور على موقع أوليمبيديا (الإنجليزية)